# Hannah Hodson

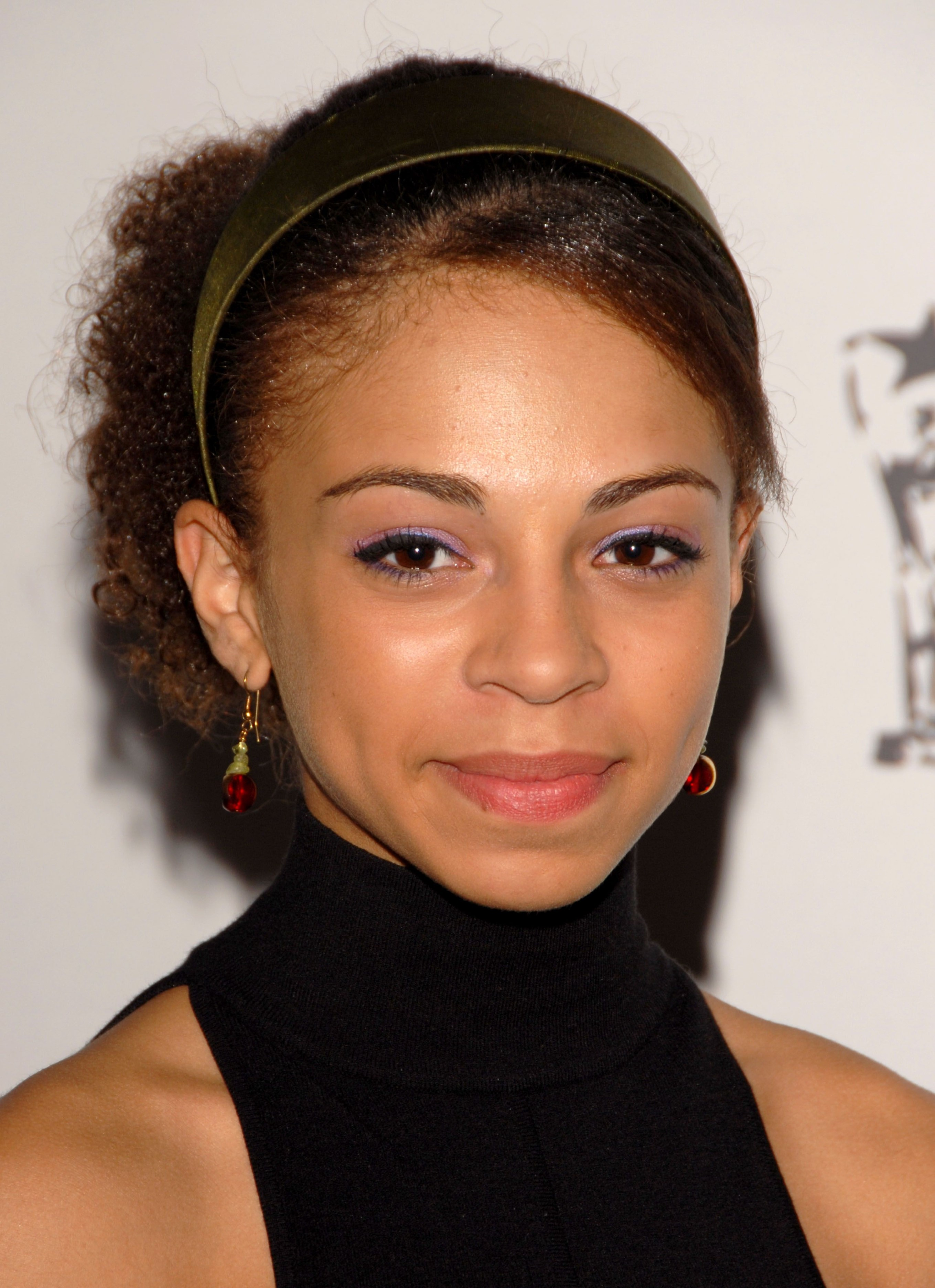
Hannah Hodson, 2022

Hannah Hodson (* 10. September 1991 in San Francisco, Kalifornien) ist eine US-amerikanische Schauspielerin.

## Leben und Karriere
Ihre erste Filmrolle hatte Hannah in dem Kurzfilm Jesus Children of America im Jahre 2005. Im Jahre 2006 spielte sie die Rolle der Shameika in dem Film Ron Clark Story, die ihr einen Young Artist Award einbrachte. Von 2009 bis 2011 spielte sie Camille Hawthorne, die Tochter von Jada Pinkett Smiths Charakter Christina in der TNT Fernsehserie Hawthorne.
Hannah wurde in San Francisco, Kalifornien geboren und wuchs von ihrem zweiten Lebensjahr in New York auf. 2009 absolvierte sie die Beacon School in der Upper West Side in Manhattan.

## Filmografie
- 2005: Alle Kinder dieser Welt (All the Invisible Children)
- 2006: The Ron Clark Story
- 2009: Zeit der Trauer (The Greatest)
- 2009–2011: Hawthorne (30 Episoden)
- 2010: The Family Tree
- 2010: Blue Bloods – Crime Scene New York (Blue Bloods, eine Episode)
- 2010: My Soul to Take
- 2014: The Following (Fernsehserie, 1 Episode)
- 2015: Happyish (Fernsehserie, 7 Episoden)
- 2017, 2019: Happy! (Fernsehserie, 3 Episoden)
- 2021: Navy CIS: New Orleans (Fernsehserie, 2 Episoden)

## Auszeichnungen
Young Artist Award
- 2007: In der Kategorie: Beste Darstellung in einem Fernsehfilm, Mini-Serie oder Special - Hauptdarsteller für Ron Clark Story (Gewonnen)[1]